# 4704 Шіна
4704 Шіна (4704 Sheena) — астероїд головного поясу. Відкритий Робертом Макнотом 28 січня 1988 року. Названий на честь йогосестри Шіни Флемінг Філліпс.
Тіссеранів параметр щодо Юпітера — 3,358.